# Strømmen IF
Az Strømmen IF egy norvég labdarúgócsapat Strømmen városában, amely a norvég harmadosztályban szerepel. Hazai mérkőzéseit a 2 000 néző befogadására alkalmas Strømmen Stadionban játssza.

## Játékoskeret
2022. szeptember 1. szerint.
| #  |     | Poszt | Név                     |
| -- | --- | ----- | ----------------------- |
| 1  | RWA | K     | Clement Twizere Buhake  |
| 2  | NOR | V     | Sebastian Gjelsvik      |
| 3  | NOR | V     | Henrik Olav Hatlen Osen |
| 4  | NOR | V     | Simen Olafsen           |
| 5  | NOR | V     | Sverre Bjørkkjær        |
| 6  | NOR | CS    | Christopher Cheng       |
| 7  | NOR | V     | Magnus Lankhof Dahlby   |
| 8  | NOR | KP    | Brage Naustdal          |
| 9  | NOR | CS    | Abdul-Basit Agouda      |
| 10 | NOR | KP    | Mustapha Achrifi        |
| 11 | DEN | CS    | Lorent Callaku          |

| #  |     | Poszt | Név                   |
| -- | --- | ----- | --------------------- |
| 12 | NOR | K     | Nicklas Berg-Eriksen  |
| 14 | NOR | KP    | Tobias Myhre          |
| 15 | AUS | V     | Cameron Crestani      |
| 16 | NOR | KP    | Nikolai Solberg       |
| 17 | AUS | KP    | Aiden Harvey          |
| 18 | NOR | CS    | Oskar Uteng           |
| 20 | NOR | KP    | Apipon Tongnoy        |
| 21 | NOR | V     | Jonathan Lein Valberg |
| 22 | NOR | CS    | Eiliv Hoel Solheim    |
| 23 | NOR | KP    | Shadi Ali             |
| 45 | NOR | CS    | Chimaobi Ifejilika    |

## Ismertebb játékosok
- Stig Inge Bjørnebye
- David Bingham
- Marius Høibråten
- Kristoffer Klaesson
- Kristoffer Tokstad
- Ibba Laajab

## További hivatkozások
- Hivatalos honlapja Archiválva 2022. december 30-i dátummal a Wayback Machine-ben